# Detroit Tigers
El Detroit Tigers és un club professional de beisbol estatunidenc de la ciutat de Detroit que disputa l'MLB.

## Palmarès
- Campionats de l'MLB (4): 1984, 1968, 1945, 1935
- Campionats de la Lliga Americana (11): 2006, 1984, 1968, 1945, 1940, 1935, 1934, 1909, 1908, 1907
- Campionats de la Divisió (7): Divisió Est - 1987, 1984, 1972; Divisió Central - 2014, 2013, 2012, 2011

## Evolució de la franquícia
- Detroit Tigers (1901–present)

## Colors
Blau marí, blanc, taronja.

## Estadis
- Comerica Park (2000-present)
- Tiger Stadium (1912-1999)
  - Briggs Stadium (1938-1960)
  - Navin Field (1912-1938)
- Bennett Park (1896-1911)
- Burns Park (Sundays, 1901-1902)
- Boulevard Park (1894-1895)

## Números retirats
- Sparky Anderson 11
- Charlie Gehringer 2
- Hank Greenberg 5
- Al Kaline 6
- Hal Newhouser 16
- Willie Horton 23
- Jackie Robinson 42
- Ty Cobb Cobb